# NGC 6453
NGC 6453 is een bolvormige sterrenhoop in het sterrenbeeld Schorpioen. Het hemelobject werd op 8 juni 1837 ontdekt door de Britse astronoom John Herschel.
NGC 6453 bevindt zich, vanaf de Aarde gezien, schijnbaar net ten westen van de open sterrenhoop Messier 7 (Ptolemaeuscluster). Net ten zuidwesten van NGC 6453 is de open sterrenhoop NGC 6444 te vinden. Deze drie objecten, Messier 7, NGC 6453, en NGC 6444, klimmen tijdens de culminatie, gezien vanuit de Benelux, tot iets meer dan 4 graden boven de zuidelijke horizon.

## Synoniemen
- GCL 79
- ESO 393-SC36